# Liste der Baudenkmäler in Marsberg
Die Liste der Baudenkmäler in Marsberg enthält die denkmalgeschützten Bauwerke auf dem Gebiet der Stadt Marsberg im Hochsauerlandkreis in Nordrhein-Westfalen (Stand: Mai 2024). Diese Baudenkmäler sind in der Denkmalliste der Stadt Marsberg eingetragen; Grundlage für die Aufnahme ist das Denkmalschutzgesetz Nordrhein-Westfalen (DSchG NRW).

## Baudenkmäler
Die Liste umfasst falls vorhanden eine Fotografie des Denkmals, als Bezeichnung falls vorhanden den Namen, sonst kursiv den Gebäudetyp, die Ortschaft in der das Baudenkmal liegt und falls bekannt die Adresse, in einigen Fällen eine kurze Beschreibung, falls bekannt die Bauzeit, das Datum der Unterschutzstellung und die Eintragungsnummer der unteren Denkmalbehörde der Stadt Marsberg. Der Name entspricht dabei der Bezeichnung durch die untere Denkmalbehörde der Stadt Marsberg. Abkürzungen wurden zum besseren Verständnis aufgelöst, die Typografie an die in der Wikipedia übliche angepasst und Tippfehler korrigiert.

Der Link (Karte oder Lage) führt zu verschiedenen Kartendiensten mit der Position des Kulturdenkmals. Fehlt dieser Link, wurden die Koordinaten noch nicht eingetragen. Sind diese bekannt, können sie über ein Tool mit einer Kartenansicht einfach nachgetragen werden. In dieser Kartenansicht sind Kulturdenkmale ohne Koordinaten mit einem roten bzw. orangen Marker dargestellt und können durch Verschieben auf die richtige Position in der Karte mit Koordinaten versehen werden. Kulturdenkmale ohne Bild sind an einem blauen bzw. roten Marker erkennbar.

| Bild | Bezeichnung                                                            | Lage                                                          | Beschreibung | Bauzeit                                                  | Eingetragen seit               | Denkmal- nummer |
| --- | ---------------------------------------------------------------------- | ------------------------------------------------------------- | --- | -------------------------------------------------------- | ------------------------------ | --------------- |
| weitere Bilder                                                                                                   | Gutshaus der Gutsanlage Helminghausen „Gut Isphording“                 | Helminghausen Gutsplatz 10 Karte                              | | 1680/1681                                                | 4. September 1985              | 1               |
| weitere Bilder                                                                                                   | ehemaliges Verwalterhaus der Gutsanlage Helminghausen „Gut Isphording“ | Helminghausen Gutsplatz 6 Karte                               | |                                                          | 6. April 2006                  | 1 A             |
| | Bildstock                                                              | Heddinghausen                                                 | |                                                          | 4. September 1985              | 2               |
| | Agathafigur                                                            | Canstein Zur Agatha                                           | | 1770                                                     | 4. September 1985              | 3               |
| | Bildstock                                                              | Udorf                                                         | |                                                          | 5. September 1985              | 4               |
| Wohnhaus „Steinen Haus“                                                                                          | Wohnhaus „Steinen Haus“                                                | Obermarsberg Eresburgstraße 31 Karte                          | | 1848                                                     | 5. September 1985              | 5               |
| Fachwerkhaus „Haus Böttcher“                                                                                     | Fachwerkhaus „Haus Böttcher“                                           | Obermarsberg Eresburgstraße 28 Karte                          | Fachwerkhaus | 1589                                                     | 5. September 1985              | 6               |
| weitere Bilder                                                                                                   | ehemaliges Rathaus und „Schandpfahl“                                   | Obermarsberg Münzstraße 2 Karte                               | |                                                          | 5. September 1985              | 7               |
| Kirchenhäuser | Kirchenhäuser                                                          | Niedermarsberg Casparistraße 3, 5 Karte                       | |                                                          | 16. September 1985             | 8               |
| weitere Bilder                                                                                                   | Alte Kirche                                                            | Padberg Kötterberg 15 Karte                                   | | 1057                                                     | 4. Oktober 1985                | 9               |
| BW | Giebelfassade Fachwerkhaus                                             | Obermarsberg Sturmiusstraße 20 Karte                          | | erste Hälfte des 18. Jahrhunderts                        | 16. Oktober 1986               | 10              |
| Amtsgerichtsgebäude                                                                                              | Amtsgerichtsgebäude                                                    | Niedermarsberg Hauptstraße 3 Karte                            | | 1846                                                     | 24. Januar 1986                | 11              |
| weitere Bilder                                                                                                   | Kluskapelle St. Fabian und Sebastian                                   | Giershagen Unterm Klausknapp 1 Karte                          | |                                                          | 5. Januar 1987                 | 12              |
| weitere Bilder                                                                                                   | evangelische Emmauskirche                                              | Niedermarsberg Jittenberg 7 Karte                             | | 1856–1864                                                | 6. Januar 1987                 | 13              |
| Fachwerkhaus „Haus Thomas“                                                                                       | Fachwerkhaus „Haus Thomas“                                             | Niedermarsberg Hauptstraße 19 Karte                           | | 1713                                                     | 6. Januar 1987                 | 14              |
| weitere Bilder                                                                                                   | Stiftskirche St. Petrus und Paulus                                     | Obermarsberg Am Stift 10 Karte                                | | 1669–1698                                                | 9. Februar 1987                | 15              |
| Josefskapelle | Josefskapelle                                                          | Niedermarsberg Lillers-Straße 1 Karte                         | | 1710                                                     | 9. Februar 1987                | 16              |
| Fachwerkfassade eines Wohn- und Geschäftshauses                                                                  | Fachwerkfassade eines Wohn- und Geschäftshauses                        | Niedermarsberg Hauptstraße 53 Karte                           | | 1720                                                     | 24. März 1987                  | 17              |
| BW | Fachwerkhaus „Stoffelshof“                                             | Udorf Gildestraße 8 Karte                                     | | 1802                                                     | 24. März 1987                  | 18              |
| BW | Lagerhaus „Jungeblodt“                                                 | Niedermarsberg Kötterhagen 13 Karte                           | technisches Kulturdenkmal | 1900                                                     | 18. Mai 1987                   | 19              |
| BW | katholische Pfarrkirche St. Hubertus                                   | Heddinghausen Hubertusstraße 20 Karte                         | |                                                          | 21. Juli 1987                  | 21              |
| [[Vorlage:Bilderwunsch/code!/C:51.40664,8.75512!/D:Bildstock, auf dem alten Friedhof Flur 4, Flurstück 4!/\|BW]] | Bildstock                                                              | Beringhausen auf dem alten Friedhof Flur 4, Flurstück 4 Karte | | 1841                                                     | 21. Juli 1987                  | 22              |
| weitere Bilder                                                                                                   | ehemalige Synagoge                                                     | Padberg Am Pumpenstein 7 Karte                                | |                                                          | 13. Oktober 1987               | 23              |
| weitere Bilder                                                                                                   | Fassaden der ehemaligen Stadtsparkasse                                 | Niedermarsberg Bahnhofstraße 11 Karte                         | heute Heimatmuseum | 1910                                                     | 23. November 1987              | 24              |
| Wohn- und Geschäftshaus „Igel“                                                                                   | Wohn- und Geschäftshaus „Igel“                                         | Niedermarsberg Hauptstraße 54 Karte                           | | 1875/1876                                                | 23. November 1987              | 25              |
| Fassaden und Innentreppe der ehemaligen Rektoratschule                                                           | Fassaden und Innentreppe der ehemaligen Rektoratschule                 | Niedermarsberg Casparistraße 2 Karte                          | | 1904                                                     | 23. November 1987              | 26              |
| Doppelwohnhaus „Larenz“                                                                                          | Doppelwohnhaus „Larenz“                                                | Niedermarsberg Trift 16/18 Karte                              | | 1900                                                     | 23. November 1987              | 27              |
| Wartturm „Mäuseturm“                                                                                             | Wartturm „Mäuseturm“                                                   | Obermarsberg Giershagener Straße Karte                        | |                                                          | 25. Juli 1988                  | 28              |
| weitere Bilder                                                                                                   | katholische Pfarrkirche St. Antonius von Padua                         | Essentho Zur Essenthoer Mühle 1 Karte                         | | 1847/1848                                                | 26. Juli 1988                  | 29              |
| ehemaliges Pfarrhaus                                                                                             | ehemaliges Pfarrhaus                                                   | Beringhausen Hoppeckestraße 12 Karte                          | | 1892                                                     | 30. Dezember 1988              | 30              |
| Trauffassade des Propsteigebäudes                                                                                | Trauffassade des Propsteigebäudes                                      | Niedermarsberg Casparistraße 4 Karte                          | | 1892                                                     | 10. April 1989                 | 31              |
| weitere Bilder                                                                                                   | katholische Pfarrkirche St. Vitus                                      | Westheim Kasseler Straße 2 Karte                              | | 1894/1895                                                | 6. November 1989               | 32              |
| weitere Bilder                                                                                                   | katholische Pfarrkirche St. Johann Baptist                             | Oesdorf Johannesstraße 2 Karte                                | | 1892                                                     | 6. November 1989               | 33              |
| ehemalige jüdische Schule                                                                                        | ehemalige jüdische Schule                                              | Niedermarsberg Paulinenstraße 17 Karte                        | | um 1900                                                  | 28. November 1989              | 34              |
| BW | evangelische Erlöserkirche                                             | Westheim Auf der Insel 29 Karte                               | | 1856                                                     | 10. Januar 1990                | 35              |
| weitere Bilder                                                                                                   | Nikolaikirche                                                          | Obermarsberg Eresburgstraße 33 Karte                          | | 1878–1881                                                | 15. Februar 1990               | 36              |
| BW | Peltonturbine                                                          | Essentho Essenthoer Mühle Karte                               | technisches Kulturdenkmal | 1916                                                     | 18. Dezember 1990              | 37              |
| weitere Bilder                                                                                                   | Wasserturm                                                             | Obermarsberg Karte                                            | technisches Kulturdenkmal |                                                          | 30. Januar 1991                | 38              |
| weitere Bilder                                                                                                   | ehemaliges Kloster und Eisenhütte Bredelar                             | Bredelar Sauerlandstraße 74 a Karte                           | dreiflügeliges Klostergebäude mit angegliederter Kirche ausgemauerter Zu- und Abwasserkanal Bruchsteinmauer massive Scheune zwei Sphingen Gießergebäude |                                                          | 9. März 1992                   | 39              |
| weitere Bilder                                                                                                   | Eisenhütte Bredelar nördlicher Erweiterungstrakt der Gießhalle         | Bredelar Sauerlandstraße Karte                                | |                                                          | 16. Juni 2004                  | 39 A            |
| Eisenhütte Bredelar, Putzhaus                                                                                    | Eisenhütte Bredelar, Putzhaus                                          | Bredelar Sauerlandstraße Karte                                | | 1892                                                     | 2015                           | 39              |
| BW | katholische Kirche St. Vitus                                           | Erlinghausen Marsberger Straße 2 Karte                        | | 1900                                                     | 9. März 1992                   | 40              |
| katholische Kirche St. Laurentius                                                                                | katholische Kirche St. Laurentius                                      | Canstein Schloßstraße 2 Karte                                 | | 1834–1837                                                | 27. November 1992              | 41              |
| katholische Kirche St. Josef                                                                                     | katholische Kirche St. Josef                                           | Udorf Richard-Schleimer-Straße 4 Karte                        | | 1891                                                     | 27. November 1992              | 42              |
| weitere Bilder                                                                                                   | katholische Pfarrkirche St. Fabian und Sebastian                       | Giershagen Papenstraße 39 Karte                               | | 1901/1902                                                | 26. November 1992              | 43              |
| | Quellfassung der Siegesbornquelle                                      | Obermarsberg                                                  | technisches Kulturdenkmal |                                                          | 26. November 1992              | 44              |
| | Stollenportal der ehemaligen Grube Reinhard                            | Giershagen                                                    | technisches Kulturdenkmal |                                                          | 31. August 1993                | 45              |
| weitere Bilder                                                                                                   | Benediktusbogen mit Bildstock                                          | Obermarsberg Am Stift Karte                                   | | 1759                                                     | 31. August 1993                | 46              |
| weitere Bilder                                                                                                   | Rolandsäule                                                            | Obermarsberg Am Stift Karte                                   | |                                                          | 2. September 1993              | 47              |
| weitere Bilder                                                                                                   | Buttenturm                                                             | Obermarsberg Auf der Mauer Karte                              | |                                                          | 31. August 1993                | 48              |
| BW | Udorfer Mühle                                                          | Udorf Karte                                                   | technisches Kulturdenkmal |                                                          | 31. August 1993                | 49              |
| weitere Bilder                                                                                                   | jüdischer Friedhof Beringhausen                                        | Beringhausen Am Hagen Karte                                   | |                                                          | 17. September 1993             | 50              |
| Wohnhaus | Wohnhaus                                                               | Niedermarsberg Karlstraße 2                                   | | 1905                                                     | 15. März 1996                  | 51              |
| Wohnhaus | Wohnhaus                                                               | Niedermarsberg Paulinenstraße 6 Karte                         | | 1895                                                     | 15. März 1996                  | 52              |
| Wohnhaus | Wohnhaus                                                               | Niedermarsberg Paulinenstraße 12 Karte                        | | 1894                                                     | 15. März 1996                  | 53              |
| Wohn- und Geschäftshaus „Jesper“                                                                                 | Wohn- und Geschäftshaus „Jesper“                                       | Niedermarsberg Hauptstraße 9 Karte                            | |                                                          | 15. März 1996                  | 56              |
| Wohnhaus | Wohnhaus                                                               | Niedermarsberg Paulinenstraße 22 Karte                        | |                                                          | 17. Januar 2008                | 57              |
| BW | Fachwerkwohn- und Geschäftshaus „Spiehs-Köhler“                        | Niedermarsberg Hauptstraße 22 Karte                           | |                                                          | 15. März 1996                  | 58              |
| Schloss Westheim                                                                                                 | Schloss Westheim                                                       | Westheim Kasseler Straße 1 Karte                              | |                                                          | 15. März 1996                  | 59              |
| Villa „de Vries“, „Waldhaus Emilie“                                                                              | Villa „de Vries“, „Waldhaus Emilie“                                    | Niedermarsberg Grüner Weg 17 Karte                            | | 1921                                                     | 27. Juni 1997                  | 61              |
| weitere Bilder                                                                                                   | Kapelle auf dem Kalvarienberg                                          | Obermarsberg Am Kalvarienberg Karte                           | |                                                          | 18. Dezember 1997              | 62              |
| Prozessionsweg „Sieben Fußfälle“                                                                                 | Prozessionsweg „Sieben Fußfälle“                                       | Obermarsberg Am Kalvarienberg Karte                           | Erweiterung der Eintragung |                                                          | 4. Dezember 2001               | 62 A            |
| | Sturmiusbildstock                                                      | Niedermarsberg Bülberg                                        | |                                                          | 17. Dezember 1997              | 63              |
| Reste der alten Stadtmauer                                                                                       | Reste der alten Stadtmauer                                             | Obermarsberg                                                  | zwei Teilstücke der historischen Mauer |                                                          | 17. Dezember 1997 6. Juni 2001 | 64              |
| BW | jüdischer Friedhof Niedermarsberg                                      | Niedermarsberg In der Hameke Karte                            | |                                                          | 17. Dezember 1997              | 65              |
| BW | jüdischer Friedhof Heddinghausen                                       | Heddinghausen Karte                                           | |                                                          | 17. Dezember 1997              | 66              |
| weitere Bilder                                                                                                   | jüdischer Friedhof Essentho                                            | Essentho Fürstenberger Straße Karte                           | |                                                          | 17. Dezember 1997              | 67              |
| Schloss Padberg                                                                                                  | Schloss Padberg                                                        | Padberg Ringgraben 8 Karte                                    | Wohnhaus Kutschenhaus Herrenhaus Einfriedung der östlichen Terrasse | um 1850 (Wohnhaus) 1874 (Kutscherhaus) 1891 (Herrenhaus) | 16. Dezember 1999              | 68              |
| weitere Bilder                                                                                                   | Schloss Canstein                                                       | Canstein Schloßstraße 12 Karte                                | „Canstein“, ein aufragender Kalksteinkegel „Altes Schloss“, das frühere „Untere Haus“ „Neues Schloss“, das frühere „Obere Haus“ nördliche Verbindungsmauer „Gutshaus“ Umfassungswände der Scheunen- und Stallgebäude Schafstall Taubenturm „Gemüsegarten“ Erbbegräbnis | 1936 (Erbbegräbnis)                                      | 16. Dezember 1998              | 69              |
| weitere Bilder                                                                                                   | katholische Kirche St. Magnus                                          | Niedermarsberg Kirchstraße 2 Karte                            | | 1853–1856                                                | 29. Januar 1999                | 70              |
| Wartturm „Auf dem Priesterberg“                                                                                  | Wartturm „Auf dem Priesterberg“                                        | Obermarsberg Priesterberg Karte                               | |                                                          | 2. Juli 1999                   | 72              |
| Antoniusbrunnen und Antoniuskapelle                                                                              | Antoniusbrunnen und Antoniuskapelle                                    | Obermarsberg Bülberg 46 Karte                                 | | 1881                                                     | 27. September 1999             | 73              |
| Bildstock | Bildstock                                                              | Giershagen Rische/Papenstraße Karte                           | |                                                          | 4. Oktober 1999                | 74              |
| Bildstock | Bildstock                                                              | Giershagen Esbiker Straße Karte                               | |                                                          | 4. Oktober 1999                | 75              |
| Bildstock | Bildstock                                                              | Giershagen Zur Heide 3,5 vor der Schule Karte                 | | 1764                                                     | 4. Oktober 1999                | 76              |
| | Bildstock                                                              | Giershagen Waldweg zur Klus                                   | |                                                          | 28. September 1999             | 77              |
| weitere Bilder                                                                                                   | Bildstock                                                              | Giershagen Adorfer Weg/Papenstraße Karte                      | Bildstock mit Bergmannsmotiv von Heinrich Papen | 1700                                                     | 28. September 1999             | 78              |
| Bildstock | Bildstock                                                              | Giershagen Rische Karte                                       | | 1769                                                     | 28. September 1999             | 79              |
| Bildstock | Bildstock                                                              | Giershagen Adorfer Weg (K63) Karte                            | |                                                          | 10. Juli 2002                  | 80              |
| | Bildstock                                                              | Giershagen Am Radenberg                                       | |                                                          | 28. September 1999             | 81              |
| weitere Bilder                                                                                                   | Bildstock                                                              | Giershagen Friedhof bei der Kluskapelle Karte                 | | 1679                                                     | 4. Oktober 1999                | 82              |
| Bildstock | Bildstock                                                              | Giershagen Esbiker Straße Karte                               | |                                                          | 28. September 1999             | 83              |
| weitere Bilder                                                                                                   | Bildstock                                                              | Giershagen Am Knapp 11 Karte                                  | |                                                          | 28. September 1999             | 84              |
| BW | katholische Kirche St. Sturmius                                        | Leitmar Flessinghauser Straße 3 Karte                         | |                                                          | 15. Dezember 2000              | 85              |
| weitere Bilder                                                                                                   | katholische Pfarrkirche St. Maria Magdalena                            | Padberg Kötterberg 9 Karte                                    | | 1913                                                     | 15. Dezember 2000              | 86              |
| weitere Bilder                                                                                                   | katholische Pfarrkirche St. Laurentius                                 | Meerhof Laurentiusstraße 10 Karte                             | | 1914                                                     | 18. Dezember 2000              | 87              |
| BW | Wohn- und Geschäftshaus                                                | Niedermarsberg Hauptstraße 26 Karte                           | |                                                          | 25. April 2001                 | 88              |
| ehemaliges Stiftsgebäude                                                                                         | ehemaliges Stiftsgebäude                                               | Obermarsberg Am Stift 15 Karte                                | |                                                          | 22. Mai 2001                   | 89              |
| ehemaliges Stiftsgebäude                                                                                         | ehemaliges Stiftsgebäude                                               | Obermarsberg Am Stift 17 Karte                                | |                                                          | 22. Mai 2001                   | 90              |
| BW | Doppelwohnhaus                                                         | Borntosten Am alten Schulhaus 7 Karte                         | | erstes Viertel des 20. Jahrhunderts                      | 29. November 2001              | 91              |
| BW | Hofanlage                                                              | Udorf Wilhelmshöhe 4 Karte                                    | Wohn- und Wirtschaftsgebäude als Haupthaus Nebengebäude | 1849                                                     | 30. November 2001              | 92              |
| | Glockenstuhl mit eingehängter Glocke                                   | Borntosten Zur Glocke                                         | | 1786                                                     | 30. November 2001              | 93              |
| Schützenhalle | Schützenhalle                                                          | Obermarsberg Schützenstraße 24 Karte                          | | 1930                                                     | 3. Dezember 2001               | 94              |
| BW | Fachwerkgebäude                                                        | Obermarsberg Pagenstraße 12 Karte                             | | 1778                                                     | 3. Dezember 2001               | 95              |
| Kreuz | Kreuz                                                                  | Obermarsberg Eresburgstraße/Am Stift Karte                    | |                                                          | 3. Dezember 2001               | 96              |
| BW | Kreuz                                                                  | Obermarsberg Eresburgstraße/Am Wasserturm Karte               | |                                                          | 3. Dezember 2001               | 97              |
| BW | straßenseitige Traufwand eines Wohngebäudes                            | Obermarsberg Eresburgstraße 54 Karte                          | |                                                          | 16. Juli 2003                  | 98              |
| | Dorfbrunnen, genannt „Wallmeiers Buke“                                 | Borntosten An der Buke                                        | | 16. Jahrhundert                                          | 4. Dezember 2001               | 99              |
| BW | Wohn- und Wirtschaftsgebäude                                           | Borntosten Zur Glocke 5 Karte                                 | |                                                          | 3. Dezember 2002               | 100             |
| BW | Doppelwohnhaushälfte                                                   | Obermarsberg Am Stift 9 Karte                                 | |                                                          | 3. Dezember 2002               | 101             |
| BW | Doppelwohnhaushälfte                                                   | Obermarsberg Am Stift 11 Karte                                | |                                                          | 3. Dezember 2002               | 102             |
| BW | Wohn- und Wirtschaftsgebäude                                           | Obermarsberg Pagenstraße 37 Karte                             | |                                                          | 1. August 2003                 | 103             |
| BW | Wohnhaus                                                               | Canstein Arolser Straße 31 Karte                              | |                                                          | 2. Dezember 2002               | 104             |
| BW | Wohn- und Wirtschaftsgebäude                                           | Canstein Arolser Straße 11 Karte                              | |                                                          | 2. Dezember 2002               | 105             |
| BW | Wohn- und Wirtschaftsgebäude                                           | Canstein Arolser Straße 29 Karte                              | |                                                          | 2. Dezember 2002               | 106             |
| BW | Fachwerkgebäude                                                        | Canstein Schloßstraße 1 Karte                                 | | 1862                                                     | 3. Dezember 2002               | 107             |
| BW | Doppelwohnhaus                                                         | Canstein Arolser Straße 26/28 Karte                           | |                                                          | 3. Dezember 2002               | 108             |
| BW | Wohn- und Geschäftshaus                                                | Canstein Arolser Straße 17 Karte                              | |                                                          | 3. Dezember 2002               | 109             |
| BW | Kriegerehrenmal                                                        | Canstein Arolser Straße Karte                                 | | nach 1918                                                | 3. Dezember 2002               | 110             |
| BW | ehemaliges Forsthaus                                                   | Leitmar Flessinghauser Straße 50 Karte                        | |                                                          | 3. Dezember 2002               | 111             |
| BW | Wohnhaus der Gutsanlage Udorf                                          | Udorf Cansteiner Straße 5 Karte                               | |                                                          | 3. Dezember 2002               | 112             |
| BW | Wohnhaus der Gutsanlage Borntosten                                     | Borntosten Zur Glocke 10 Karte                                | | Mitte des 19. Jahrhunderts                               | 3. Dezember 2002               | 113             |
| Gutsanlage Heddinghausen „Gut Forst“                                                                             | Gutsanlage Heddinghausen „Gut Forst“                                   | Heddinghausen Gut Forst 1, 2 Karte                            | Wohnhaus ehemaliger Schafstall Stallscheune Landarbeiterhaus |                                                          | 3. Dezember 2002               | 114             |
| Wohn- und Wirtschaftsgebäude                                                                                     | Wohn- und Wirtschaftsgebäude                                           | Obermarsberg Pagenstraße 19 Karte                             | | 1697                                                     | 3. Dezember 2002               | 115             |
| Bildstock | Bildstock                                                              | Padberg Ringgraben 2 Karte                                    | | 1716                                                     | 16. Juni 2003                  | 116             |
| Pumpenschacht | Pumpenschacht                                                          | Padberg Am Pumpenstein Karte                                  | |                                                          | 16. Juni 2003                  | 117             |
| weitere Bilder                                                                                                   | Bildstock                                                              | Padberg Diemelseestraße 1 Karte                               | | 1710                                                     | 16. Juni 2003                  | 118             |
| Bildstock | Bildstock                                                              | Padberg Am Pumpenstein Karte                                  | | 1847                                                     | 16. Juni 2003                  | 119             |
| weitere Bilder                                                                                                   | Wohnhaus                                                               | Padberg Am Pumpenstein 4 Karte                                | | 1780                                                     | 16. Juni 2003                  | 120             |
| BW | Wohn- und Geschäftshaus                                                | Heddinghausen Hubertusstraße 26 Karte                         | |                                                          | 16. Juni 2003                  | 121             |
| BW | Wohnhaus                                                               | Heddinghausen Hubertusstraße 17 Karte                         | |                                                          | 16. Juni 2003                  | 122             |
| BW | Wohn- und Wirtschaftsgebäude                                           | Heddinghausen Hubertusstraße 21 Karte                         | |                                                          | 16. Juni 2003                  | 123             |
| | Bildstock                                                              | Heddinghausen Am Hesselborn                                   | |                                                          | 16. Juni 2003                  | 124             |
| BW | Jugendheim der katholischen Kirchengemeinde                            | Giershagen Papenstraße 43 Karte                               | |                                                          | 16. Juni 2003                  | 125             |
| BW | Bienenhäuschen                                                         | Obermarsberg Eresburgstraße 16 Karte                          | | zweite Hälfte des 19. Jahrhunderts                       | 16. Juni 2003                  | 126             |
| zentrales Hauptgebäude des St. Johannes-Stiftes                                                                  | zentrales Hauptgebäude des St. Johannes-Stiftes                        | Niedermarsberg Bredelarer Straße 33 Karte                     | | 1884–1895                                                | 16. Juni 2003                  | 127             |
| BW | Friedhof südwestlich des St. Johannes-Stiftes                          | Niedermarsberg Bredelarer Straße Karte                        | |                                                          | 16. Juni 2003                  | 128             |
| BW | Pfarrhaus der katholischen Kirchengemeinde                             | Giershagen Papenstraße 41 Karte                               | | 1883                                                     | 16. Juni 2003                  | 129             |
| BW | ehemalige Zehntscheune                                                 | Giershagen Papenstraße 41 Karte                               | | 17. Jahrhundert                                          | 16. Juni 2003                  | 130             |
| | Diemelbrücke im Zuge der Landesstraße 870                              | Giershagen                                                    | technisches Kulturdenkmal | 1910                                                     | 21. November 2003              | 131             |
| BW | Hofanlage                                                              | Leitmar Am Ehrenmal 1 Karte                                   | Wohnhaus Stallgebäude Scheune | um 1900                                                  | 25. Februar 2004               | 132             |
| Wohnhaus | Wohnhaus                                                               | Padberg St. Jordanusstraße 6 Karte                            | | 1848                                                     | 25. Februar 2004               | 133             |
| | Mariengrotte                                                           | Udorf                                                         | |                                                          | 25. Februar 2004               | 134             |
| evangelische Christuskirche                                                                                      | evangelische Christuskirche                                            | Bredelar Mester-Everts-Weg 2 Karte                            | | 1900–1901                                                | 16. Juni 2004                  | 135             |
| Nepomukfigur | Nepomukfigur                                                           | Beringhausen Markusstraße/Hoppeckestraße Karte                | | 18. Jahrhundert                                          | 16. Juni 2004                  | 136             |
| Bildstock | Bildstock                                                              | Beringhausen Hoppeckestraße Karte                             | |                                                          | 16. Juni 2004                  | 137             |
| Bildstock | Bildstock                                                              | Beringhausen Bundesstraße Karte                               | |                                                          | 16. Juni 2004                  | 138             |
| weitere Bilder                                                                                                   | Bildstock                                                              | Beringhausen Sauerlandstraße Karte                            | auf dem Friedhof | 1709                                                     | 16. Juni 2004                  | 139             |
| Wohnhaus | Wohnhaus                                                               | Bredelar Sauerlandstraße 81 Karte                             | | 1905                                                     | 16. Juni 2004                  | 140             |
| Wohnhaus | Wohnhaus                                                               | Bredelar Sauerlandstraße 83 Karte                             | | 1905                                                     | 16. Juni 2004                  | 141             |
| Wohnhaus mit Arztpraxis                                                                                          | Wohnhaus mit Arztpraxis                                                | Bredelar Mester-Everts-Weg 16 Karte                           | | 1951                                                     | 16. Juni 2004                  | 142             |
| Bahnarbeiter-Wohnhäuser                                                                                          | Bahnarbeiter-Wohnhäuser                                                | Bredelar Sauerlandstraße 108/110, 112/114 Karte               | | 1870 1875                                                | 16. Juni 2004                  | 143             |
| BW | Wohnhaus                                                               | Bredelar Sauerlandstraße 142 Karte                            | | 1909                                                     | 16. Juni 2004                  | 144             |
| BW | Wohnhaus                                                               | Beringhausen Josefstadt 8 Karte                               | | 1930                                                     | 16. Juni 2004                  | 145             |
| BW | ehemalige Münze                                                        | Obermarsberg Münzstraße 9 Karte                               | |                                                          | 16. Juni 2004                  | 146             |
| BW | Wohnhaus                                                               | Helminghausen Briloner Straße 32 Karte                        | |                                                          | 9. März 2005 3. November 2005  | 147             |
| weitere Bilder                                                                                                   | Teile der Kirchenausstattung der katholischen Pfarrkirche St. Markus   | Beringhausen Am Hagen Karte                                   | |                                                          | 16. Juni 2004                  | 148             |
| weitere Bilder                                                                                                   | Diemeltalsperre                                                        | Helminghausen Karte                                           | technisches Kulturdenkmal | 1912–1924                                                | 14. Dezember 2004              | 149             |
| Nepomuk-Statue                                                                                                   | Nepomuk-Statue                                                         | Obermarsberg Lange Ricke Karte                                | | 1856                                                     | 9. März 2005                   | 150             |
| BW | Wohnhaus                                                               | Westheim Am Wehr 1, 3 Karte                                   | | 1926                                                     | 9. März 2005                   | 151             |
| BW | Brunnen                                                                | Erlinghausen Köhlers Drift 1 Karte                            | | 1926                                                     | 9. März 2005                   | 152             |
| Fachwerkhaus | Fachwerkhaus                                                           | Helminghausen Diemeltalweg 3 Karte                            | |                                                          | 9. März 2005                   | 153             |
| weitere Bilder                                                                                                   | Mutter-Gottes-Grotte                                                   | Oesdorf Zum Waschhof Karte                                    | | 1920er Jahre                                             | 9. März 2005                   | 154             |
| BW | Gefallenendenkmal                                                      | Erlinghausen Dicken Platz Karte                               | | 1927                                                     | 9. März 2005                   | 155             |
| Pastorat | Pastorat                                                               | Meerhof Laurentiusstraße 10 Karte                             | ehemalige Schule | 1838                                                     | 9. März 2005                   | 156             |
| BW | ehemaliges Hitlerjugend-Heim                                           | Helminghausen Vor’m Schee 5 Karte                             | |                                                          | 9. März 2005                   | 157             |
| Fachwerkhaus | Fachwerkhaus                                                           | Meerhof Laurentiusstraße 2 Karte                              | | 1838                                                     | 9. März 2005                   | 158             |
| BW | Bildstock                                                              | Heddinghausen Hubertusstraße 10 Karte                         | |                                                          | 9. März 2005                   | 159             |
| Bildstock | Bildstock                                                              | Oesdorf Zu den drei Linden                                    | | 1838                                                     | 9. März 2005                   | 160             |
| katholische Volksschule                                                                                          | katholische Volksschule                                                | Bredelar Zur Osterwiese 28 Karte                              | | 1922                                                     | 9. März 2005                   | 161             |
| ehemalige Schule                                                                                                 | ehemalige Schule                                                       | Padberg Diemelseestraße 7 Karte                               | |                                                          | 21. Juni 2005                  | 162             |
| weitere Bilder                                                                                                   | ehemaliger Zehnthof                                                    | Meerhof Laurentiusstraße 14 Karte                             | | 1721                                                     | 21. Juni 2005                  | 163             |
| BW | Mühlengraben                                                           | Westheim Karte                                                | Mühlengraben Brückenbauwerk im Zuge der Waldecker Straße technisches Kulturdenkmal |                                                          | 16. Januar 2006                | 164             |
| Wasserbautechnische Anlagen Kloster Bredelar/Theodorshütte                                                       | Wasserbautechnische Anlagen Kloster Bredelar/Theodorshütte             | Bredelar                                                      | Triebwerksgraben großer Stauweiher kleiner Stauweiher Untergraben Umflutgraben Staustufe in der Hoppecke Fundamente beidseitig der Hoppecke Getreidemühle Mühlenbein mit Resten eines Turbinen- und Maschinenhauses technisches Kulturdenkmal                          |                                                          | 6. März 2006                   | 166             |
| weitere Bilder                                                                                                   | katholische Pfarrkirche Christkönig mit Pfarrhaus                      | Bredelar Mester-Everts-Weg 9, 11 Karte                        | |                                                          | 6. April 2006                  | 167             |
| BW | Villa                                                                  | Bredelar Sauerlandstraße 126 Karte                            | |                                                          | 10. April 2006                 | 168             |
| BW | Wohn- und Wirtschaftsgebäude                                           | Oesdorf Andreasplatz 19 Karte                                 | |                                                          | 10. April 2006                 | 169             |
| BW | Grabhügel                                                              | Niedermarsberg Quinckeweg 22 Karte                            | bis zum 25. Dezember 2010 umfasste das Baudenkmal auch eine Villa |                                                          | 17. Mai 2006                   | 170 A           |
| BW | Wohn- und Wirtschaftsgebäude                                           | Niedermarsberg Auf der Kunst 2 Karte                          | |                                                          | 17. Mai 2006                   | 171             |
| Schwedenstein | Schwedenstein                                                          | Obermarsberg Giershagener Straße Karte                        | Am Wanderparkplatz an der Giershagener Straße zur Einmündung Lülingshecke |                                                          | 17. Mai 2006                   | 172             |
| weitere Bilder                                                                                                   | jüdischer Friedhof Obermarsberg                                        | Obermarsberg Vorm Südtor Karte                                | |                                                          | 19. Juni 2006                  | 173             |
| weitere Bilder                                                                                                   | Bilsteinturm                                                           | Niedermarsberg Karte                                          | |                                                          | 25. Juli 2007                  | 174             |
| BW | Forstsekretärsgehöft                                                   | Bredelar Sauerlandstraße 180 Karte                            | |                                                          | 27. Juli 2007                  | 175             |
| Bildstock | Bildstock                                                              | Padberg Karte                                                 | | Ende 17. Jahrhundert                                     | 17. Januar 2008                | 176             |
| BW | Wohnhaus                                                               | Niedermarsberg Kötterhagen 5 Karte                            | |                                                          | 17. Januar 2008                | 177             |
| Ehemalige Schule                                                                                                 | Ehemalige Schule                                                       | Helminghausen Briloner Straße 11 Karte                        | |                                                          | 15. April 2011                 | 178             |
| BW | Katholische Klinikkirche „St. Vincenz von Paul“                        | Niedermarsberg Weist 45 Karte                                 | |                                                          | 10. November 2011              | 179             |
| Bildstock | Bildstock                                                              | Westheim Im Dahl Karte                                        | | 1848                                                     | 1. Oktober 2012                | 180             |
| Gefallenendenkmal                                                                                                | Gefallenendenkmal                                                      | Udorf                                                         | |                                                          | 3. Juni 2013                   | 181             |
| BW | Fachwerkgebäude                                                        | Niedermarsberg Dr. Rentzing-Straße 1 Karte                    | |                                                          | 12. Januar 2017                | 182             |
| BW | Gutsanlage „Gut Wieringsen“                                            | Obermarsberg Wieringsen 1 Karte                               | |                                                          | 19. März 2019                  | 183             |
| Wartturm „Enemuder Warte“                                                                                        | Wartturm „Enemuder Warte“                                              | Obermarsberg Karte                                            | |                                                          | 29. Juli 2021                  | 184             |
| BW | Wohn- / Wirtschaftsgebäude                                             | Helminghausen Padberger Straße 9 Karte                        | |                                                          | 03. Mai 2024                   | 185             |

### Ehemalige Baudenkmäler
| Bild | Bezeichnung                                                                  | Lage                                 | Beschreibung               | Bauzeit      | Eingetragen seit                    | Denkmal- nummer |
| ---- | ---------------------------------------------------------------------------- | ------------------------------------ | -------------------------- | ------------ | ----------------------------------- | --------------- |
| BW   | Wohnhaus Dr. Biederbeck 1910–1949, Dr. Becker 1949–1980, Dr. Wolf 1980–2009. | Niedermarsberg Immenhof 3 Karte      | Arztvilla mit Praxisräumen | Baujahr 1910 | 15. März 1996 3. Februar 2009       | 55 A            |
| BW   | Fachwerkwohnhaus                                                             | Niedermarsberg Klosterstraße 4 Karte |                            |              | 14. November 1996 16. Dezember 1996 | 60 A            |
| BW   | Alte Apotheke Iskenius                                                       | Niedermarsberg Immenhof 6 Karte      |                            |              | 19. Juni 2006 21. September 2006    | 165 A           |
| BW   | Fachwerkwohnhaus „Jungeblodt“                                                | Niedermarsberg Kötterhagen 19 Karte  | 2018 abgebrochen           |              | 3. Juni 1987 2013 gelöscht          | 20              |
| BW   | Fachwerkwohnhaus                                                             | Niedermarsberg Kötterhagen 21 Karte  | 2018 abgebrochen           | 1849         | 15. März 1996 2013 gelöscht         | 54              |